# Katherine Helmond
Katherine Marie Helmond  (ur. 5 lipca 1929 w Galveston, zm. 23 lutego 2019 w Los Angeles) – amerykańska aktorka filmowa i teatralna.

## Życiorys
Katherine Helmond urodziła się 5 lipca 1929 roku. Była jedynym dzieckiem Josepha i Thelmy Helmondów. Uczęszczała do katolickiej szkoły podstawowej. Występowała w wielu przedstawieniach szkolnych. Z biegiem lat, jej kariera nabierała większego tempa. Popularna stała się w latach 70.
Oprócz ról teatralnych i filmowych, grała również w wielu serialach i sitcomach. Występowała w roli Lois Whelan z Wszyscy kochają Raymonda, gdzie wcieliła się w rolę teściowej tytułowego bohatera. Przez dłuższy okres występowała również w Who’s the Boss? w roli Mony Robinson.
W 1957 roku, aktorka poślubiła George’a N. Martina. Ich małżeństwo zakończyło się rozwodem w 1962. W tym samym roku, Katherine wyszła za mąż za Davida Christiana. Oboje byli buddystami. Nie mieli dzieci.

## Filmografia

### Filmy
- 1955: Wine of Morning jako Irene
- 1971: Believe in Me jako sprzedawczyni
- 1971: Szpital jako Marilyn Mead
- 1974: Autobiografia panny Jane Pittman
- 1974: Dr. Max jako Libby Oppel
- 1974: Larry jako Maureen Whitten
- 1974: Locusts jako Claire Fletcher
- 1975: The Legend of Lizzie Borden jako Emma Borden
- 1975: The Family Nobody Wanted jako Bittner
- 1975: Cage Without a Key jako Little
- 1975: The First 36 Hours of Dr. Durant jako Katherine Gunther
- 1975: Hindenburg jako Mildred Breslau
- 1976: James Dean jako Claire Folger
- 1976: Intryga rodzinna jako Maloney
- 1976: Baby Blue Marine jako Hudkins
- 1976: Dziewczyna Sundance Kida jako Mattie Riley
- 1977: Little Ladies of the Night jako Colby
- 1978: Getting Married jako Vera Lesser
- 1979: Diary of a Teenage Hitchhiker jako Elaine Thurston
- 1980: Scout’s Honor jako Pearl Bartlett
- 1981: Bandyci czasu jako żona Winstona
- 1982: World War III jako Dorothy Longworth
- 1982: For Lovers Only jako Bea Winchell
- 1982: Rosie: The Rosemary Clooney Story jako Frances Clooney
- 1984: Not in Front of the Kids jako Millie Rosen
- 1985: Brazil jako Ida Lowry
- 1985: Shadey jako Constance Landau
- 1986: Christmas Snow jako wdowa Mutterance
- 1987: Dama za burtą jako Edith Mintz
- 1988: Save the Dog!
- 1988: Biała dama jako Amanda
- 1990: Kiedy będę kochana? jako Barbara Patterson
- 1991: Najwyższy hołd jako kobieta na farmie
- 1991: Deception: A Mother’s Secret jako Geena Milner
- 1992: Grass Roots jako Emma Carr
- 1992: Inside Monkey Zetterland jako Zetterland
- 1993: Amore! jako Mildred Schwartz
- 1995: Liz: The Elizabeth Taylor Story jako Hedda Hopper
- 1996: The Flight of the Dove jako dr Pamela Schilling
- 1997: Ms. Scrooge jako Maude Marley
- 1998: Las Vegas Parano jako recepcjonistka
- 2000: Doskonała niania jako McBride
- 2000: How to Marry a Billionaire: A Christmas Tale jako Shatzie
- 2001: Living in Fear jako Ford
- 2002: Black Hole jako Martha Truesdale
- 2002: Mr. St. Nick jako królowa Carlotta
- 2003: Beethoven 5 jako Cora Wilkens
- 2006: Auta jako Lizzie (głos)
- 2007: The Strand jako Isabelle
- 2007: A Grandpa for Christmas jako Roxie Famosa
- 2011: Auta 2 jako Lizzie (głos)
- 2011: Collaborator jako Irene Longfellow

### Seriale
- 1962: Car 54, Where Are You? jako Betty Lou Creco
- 1972: Gunsmoke jako Ena Spratt
- 1973: Adam’s Rib jako Martha Layne
- 1973: The Bob Newhart Show jako dr Webster
- 1973: The ABC Afternoon Playbreak jako Liz Cunningham
- 1974: The Rookies jako Molly Phillips
- 1974: The Snoop Sisters jako Cissy Prine
- 1974: Hec Ramsey jako Emily Harris
- 1974: Mannix jako Martha Cole
- 1974: Medical Center jako Rachel
- 1975: Barnaby Jones jako Edna Morrison
- 1975: Harry O jako Anne Kershaw
- 1975: The Six Million Dollar Man jako Middy
- 1975: The Rookies jako Joyce Lanson
- 1976: The Blue Knight
- 1976: Petrocelli jako Nancy Berwick
- 1976: Joe Forrester
- 1976: Visions jako Sara
- 1976: Spencer’s Pilots jako Elly
- 1977: The Bionic Woman jako dr Harkens
- 1977: Meeting of Minds jako Emily Dickinson
- 1977–1981: Soap jako Jessica Tate
- 1978: Pearl jako Sally Colton
- 1979: $weepstake$ jako Lynn
- 1979–1983: Benson jako Jessica Tate
- 1981: Statek miłości jako Vivian
- 1983: Faerie Tale Theatre jako mama Jacka
- 1983: Fantasy Island jako Laura Walters
- 1984–1992: Who’s the Boss? jako Mona Robinson
- 1985: Comedy Factory jako Mildred Deegan
- 1986: Charmed Lives jako Mona Robinson
- 1986: Statek miłości jako Harriet Darnell Stevens
- 1986: Girls on Top jako Goldie DuPont
- 1992: Batman jako Connie Stromwell (głos)
- 1993: The Elvira Show jako Minerva
- 1993: The Upper Hand jako Alexandra
- 1995–1997: Świat pana trenera jako Doris Sherman
- 1996–2004: Wszyscy kochają Raymonda jako Lois Whelan
- 1999: Dzika rodzinka jako Dugong
- 1999: Powrót do Providence jako Rose Bidwell
- 2000: Strong Medicine jako Cicely Nordeco
- 2010: Zbrodnie Palm Glade jako Evelyn
- 2010: Melissa i Joey jako Geller
- 2011: Czysta krew jako Caroline Bellefleur
- 2011: Pound Puppies jako Mildred (głos)
- 2011: Harry’s Law jako Gloria Gold
- 2012: Bujdy na resorach jako Lizzie (głos)

### Reżyser
- 1983–1984: Benson (3 odc.)
- 1985: Who’s the Boss? (1 odc.)